# Die Tabakstraße

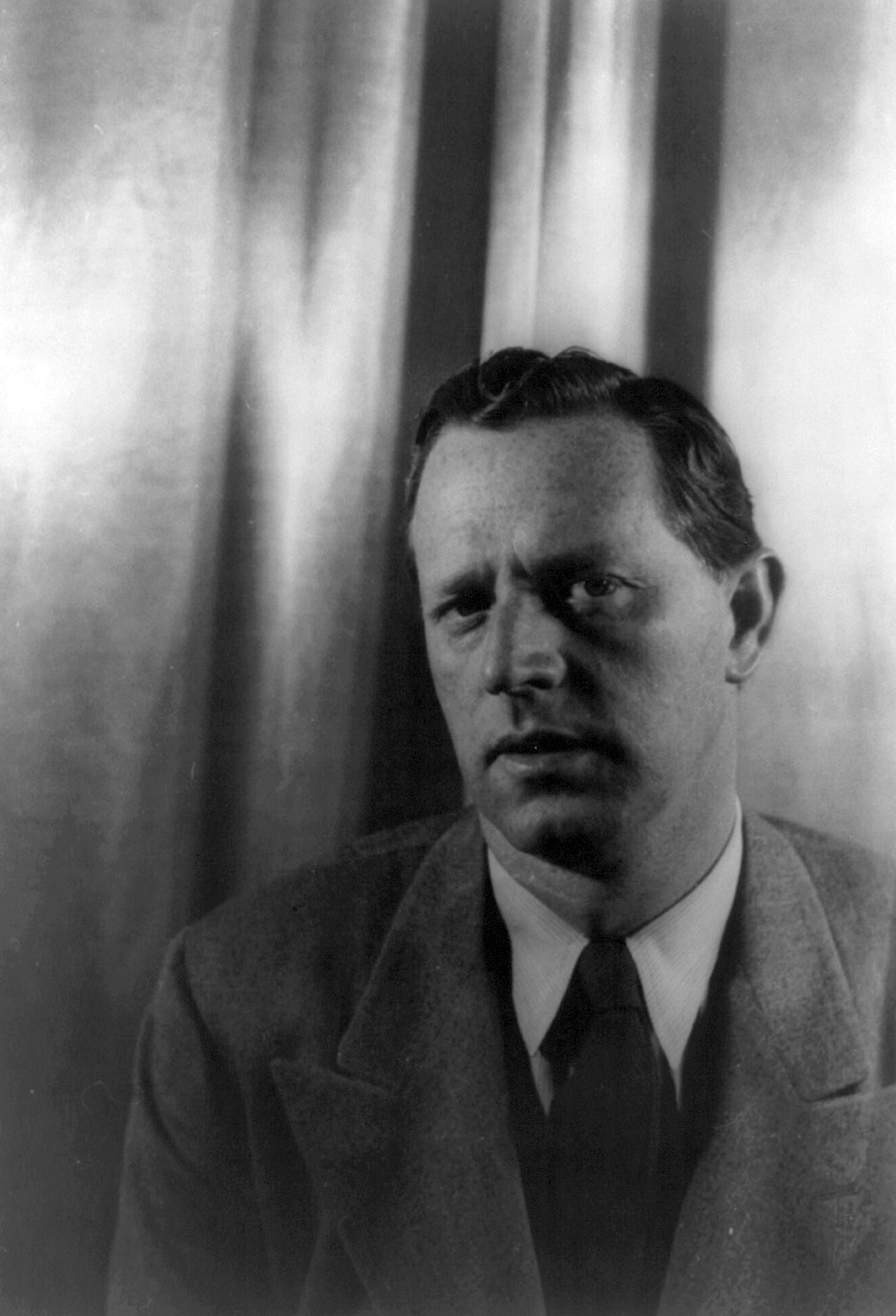
Erskine Caldwell 1938, Photo von Carl van Vechten

Die Tabakstraße, englischer Originaltitel Tobacco Road, ist ein 1932 beim Verlag Charles Scribner’s Sons erschienener Roman des US-amerikanischen Schriftstellers Erskine Caldwell. Er handelt in grotesk-tragischer Weise vom Leben einer völlig verarmten Pächterfamilie im US-amerikanischen Bundesstaat Georgia während der schlimmsten Phase der Great Depression, der schweren Wirtschaftskrise zu Beginn der 1930er Jahre. Die Armut der Familie ist so groß, dass ihr Leben nur noch von der Erfüllung elementarster Bedürfnisse dominiert ist: Dem Stillen ihres Hungers und ihres sexuellen Verlangens. In einer Kritik achtzig Jahre nach der Erstveröffentlichung des Romans schrieb der Kritiker Nathaniel Rich, dass der Roman unverändert die Qualität einer Freak Show habe: als Komödie mäßig und als Tragödie völlig versagend konfrontiert er den Leser auf brutale Weise mit Verlierern der US-amerikanischen Gesellschaft, die keinerlei Würde mehr besitzen. Das unterscheidet diesen Roman von den Romanen John Steinbecks, Carson McCullers oder Eudora Welty, die gleichfalls Scheiternde darstellten, diesen Scheiternden aber immer noch eine innere Würde verleihen.
Die Tabakstraße, dessen literarischer Wert zum Zeitpunkt seiner Erscheinung kontrovers diskutiert wurde, wird heute zu den bedeutenden Romanen des 20. Jahrhunderts gezählt. Die Modern Library nahm den Roman in die Liste der 100 wichtigsten US-amerikanischen Romane des 20sten Jahrhunderts auf. Die britische Zeitung The Guardian zählte 2009 den Roman zu den 1000 Romanen, die jeder gelesen haben muss und auch Joachim Kaiser führt den Roman unter den 1000 literaturhistorisch bedeutendsten Werken auf.
Tobacco Road wurde 1933 von Jack Kirkland am Broadway auf die Bühne gebracht und in seiner Inszenierung im Zeitraum von acht Jahren 3182-mal aufgeführt. Es war die bis zu diesem Zeitpunkt erfolgreichste Show am Broadway. In anderen Städten gab es dagegen den Versuch, Aufführungen der Bühnenfassung auf Grund der dargestellten Obszönitäten zu verbieten. John Ford drehte 1941 den gleichnamigen Film, der auf dem Roman basierte. Er betonte jedoch die humoristischen Züge der Handlung und änderte auch den Handlungsverlauf beträchtlich.

## Handlung

### Handlungsrahmen
Tobacco Road spielt im ländlichen Georgia, wenige Meilen außerhalb der Stadt Augusta. Es schildert das Leben der Lesters, einer verarmten weißen Pächterfamilie, die weder mit der Industrialisierung noch mit der Abwanderung in die Städte zu Rande kommt. Hauptfigur der Handlung ist Jeeter Lester, ein ungebildeter und unmoralischer Mann, dessen Handlungen nur durch seine Liebe zu seinem Land und sein Glaube an dessen Fruchtbarkeit entschuldigt werden. Einst war das Stück Land, auf dem Jeeter mit seiner Familie jetzt lebt, ein kleiner Teil der Plantage, die seinem Großvater gehörte. Erbteilung und Misswirtschaft führten dazu, dass ihnen der Besitz verloren ging. Bis vor sieben Jahren bebauten die Lesters wenigstens als Sharecropper einen kleinen Teil dieses Landes. Durch die beginnende Mechanisierung der Landwirtschaft ist die Bewirtschaftung kleiner Flächen jedoch mittlerweile nicht mehr wirtschaftlich. Der Besitzer des Landes hat deswegen vor sieben Jahren all seine Zugtiere und Maschinen verkauft und ist wie viele andere in die Stadt gezogen. Seine ehemaligen Pächter duldet er aber immer noch auf dem Land. Pächter wie die Lesters verfügen noch nicht einmal mehr über das Geld, um Baumwollsamen und Dünger zu kaufen und so noch ein wenig Landwirtschaft zu betreiben. Jeeter hat sein ganzes Leben auf diesem Stück an der Tabakstraße verbracht und obwohl der Lebensstandard seiner Familie stetig sank und sie jetzt am Rande des Verhungerns sind, weigert sich Jeeter dieses Land zu verlassen und in der Stadt zu ziehen, wo Arbeit in einer Baumwollspinnerei ihm und den seinen ein Auskommen bieten würde. Er beharrt darauf, dass ihm eine solche Form des Lebens unmöglich wäre.
Jeeter träumt davon, sein Land wieder zu bewirtschaften. Es bleibt jedoch ein Traum. Es gibt keinen anderen Farmer, von dem er ein Maultier leihen könnte und keinen, der ihm Geld für Samen und Dünger borgt. Da jedoch auch seine umsetzbaren Pläne unrealisiert bleiben, bleibt offen, ob er erfolgreich eine Ernte einbringen könnte, selbst wenn ihm Maultier, Samen und Dünger zur Verfügung stünden. Stattdessen versucht er hartnäckig Schwarz-Eiche als Brennholz zu verkaufen, das dafür ungeeignet ist. Nur seine Beschäftigung mit seinem, nach seiner Meinung bald bevorstehenden Tod bewegt ihn ähnlich intensiv wie sein Wunsch, sein Land wieder zu bestellen. Jeeter musste miterleben, wie Ratten Teile des Leichnams seines Vaters fraßen als dieser in der Maisscheune aufgebahrt lag. Jeeter nimmt seinen Verwandten zum Teil mehrfach am Tag das Versprechen ab, dass sie seine Leiche dort nicht aufbahren werden. Zwar leben in dem seit Jahren ungenutzt bleibenden Maisschuppen seit Jahren keine Ratten mehr, doch Jeeter ist überzeugt, dass sie regelmäßig zurückkehren, um zu überprüfen, ob die Scheune wieder mit Fressbarem gefüllt ist. Seine Frau Ada, die von Pellagra schwer gezeichnet ist, ist in ähnlicher Weise auf ihren eigenen Tod fixiert. Ihr größter Wunsch ist es, in einem modischen Kleid und nicht in ihrem zerrissenen Baumwollgewand begraben zu werden.

### Handlungsverlauf
Die erste Episode schildert, wie Lov Bensey, ein angeheirateter Verwandter der Lesters, auf seinem Heimweg am Haus der Lesters vorbeikommt. Er ist sieben und eine halbe Meile gelaufen, um einen Sack Speiserüben für 50 Cent zu kaufen, was der Hälfte seines Tageslohns entspricht. Normalerweise würde Lov Bensey das Haus der Lesters meiden, wenn er Lebensmittel eingekauft hat. Lov Bensey hat jedoch ein Jahr zuvor Jeeters Tochter Pearl geheiratet, die zum Zeitpunkt der Heirat erst 12 Jahre alt war. Sie verweigert sich seit Ehebeginn jeglicher Berührung durch Lov Bensey, schläft nachts auf dem Boden, um das Ehebett zu meiden und verlässt das Haus, wenn Jeeter heimkommt. Lov bittet Jeeter zu seinen Gunsten einzugreifen und geht so weit, den Schwiegervater zu bitten, ihm zu helfen, Pearl ans Bett zu fesseln. Neben Jeeter sind auch Ada sowie Grandma Lester, Jeeters Mutter und die durch eine Lippen-Kiefer-Gaumenspalte grotesk verunstaltete 18-jährige Ellie May, die letzte noch im Haus lebende Tochter von Ada und Jeeter, anwesend. Während Jeeter noch versucht, Lov den Sack Speiserüben als Preis für seinen Einwirken auf Pearl abzuhandeln, beginnt Ellie May Lov zu verführen, während die übrigen Familienmitglieder in ihrer Verzweiflung Lov den Sack Speiserüben stehlen, um Essen zu haben. Angewidert von der Familie kehrt Lov zu seinem Haus zurück.
In diesem Moment der Handlung kommt Schwester Bessie Rice, eine Laienpredigerin, hinzu. Wie Ellie May ist ihr Gesicht entstellt. Ihr fehlt der Nasenknochen, daher liegen ihre Nasenlöcher flach im Gesicht – ihr Anblick wird im Roman mehrfach mit dem einer Schweineschnauze verglichen. Die 39-jährige Schwester Bessie hält eine kurze Predigt, betet dann um Vergebung der Sünden der Anwesenden und schlägt dann vor, dass sie Jeeters Sohn, den 16-jährigen Dude, heiratet. Dude ließ sich schon während der Gebete die Annäherungsversuche von Schwester Bessie gefallen, obwohl er sich von ihrem entstellten Gesicht abgestoßen fühlt. Fasziniert von der Aussicht auf ein Automobil, das Bessie kaufen möchte, widerspricht er ihren Heiratsplänen nicht. Bessie Rice kehrt nach Hause zurück, um zu beten und herauszufinden, ob es Gottes Wille ist, dass sie Dude heiratet.
Als Bessie Rice am nächsten Tag zum Haus der Lesters zurückkehrt, erklärt sie, dass Gott seine Zustimmung zur Heirat erteilt habe. Bessie und Dude ziehen los, um ein Auto zu kaufen, das ihnen dazu dienen soll, durch den Landkreis zu reisen und zu predigen. Der Autohändler nutzt Bessies Naivität aus und während er sich über ihr deformiertes Gesicht belustigt, betrügt er sie um ihr erspartes Geld, indem er ihr ein wertloses Wrack verkauft. Als nächsten Schritt erwerben Bessie und Dude eine Heiratsgenehmigung. Die Amtsperson tadelt Bessie für ihren Wunsch, einen 23 Jahre jüngeren Mann zu heiraten. So wie er aber im Jahr zuvor die Verheiratung der erst 12-jährigen Pearl nicht verhindern konnte, hat er auch hier keinen rechtmäßigen Anlass, die Heiratserlaubnis zu verweigern. Für Dude bedeutet die Heirat primär das Recht, das Auto zu nutzen. Zum Vollzug der Ehe muss Bessie ihn fast gewaltsam zwingen. Während sie die Ehe vollziehen, schauen Ada, Grandma Lester und Ellie May durch die offene Tür zu. Jeeter hat eine Leiter an das Haus angelehnt, um Zeuge des Ehevollzugs zu sein.
Im Verlauf der nächsten zwei Tage kommt das neu erworbene Auto zunehmend zu Schaden. Dude hat zunächst einen Unfall mit einem Fuhrwerk. Der Fahrer des Fuhrwerks, ein Schwarzer, kommt dabei ums Leben, ohne dass Dude oder Bessie dies kümmert. Wenig später fährt Dude auf einen Baumstumpf auf und beschädigt dabei das Vorderteil des Autos. Die Sitze des Wagens werden durch Jeeters Bündel Schwarz-Eiche zerrissen, das er vergeblich in Augusta zu verkaufen versucht. Der Motor des Wagens wird beschädigt, als sie ohne ausreichend Öl fahren. In Augusta sind Jeeter, Dude und Bessie schließlich auch gezwungen, das Reserverad für drei Dollar zu verkaufen, um genügend Geld für Benzin, Essen und eine Übernachtung in einem fragwürdigen Hotel zu haben. Im Hotel lässt Bessie sich willig darauf ein, sich zu prostituieren. Wenige Tage später verweigert Bessie Jeeter eine weitere Mitfahrt mit dem Auto. Das führt zu einer gewalttätigen Auseinandersetzung zwischen Ada und Jeeter sowie Bessie und Dude. Als Bessie und Dude mit ihrem Wagen Jeeters Farm verlassen, überfahren sie Grandma Lester, ohne dies zu realisieren. Weder ihre Schwiegertochter Ada, noch ihr Sohn Jeeter oder ihre Enkelin Ella Ma kümmern sich um die im Straßenstaub liegende Sterbende, da sie von ihrer Familie längst nur noch als lästiger Esser gesehen wird. Als Lov zur Farm kommt, um ihm mitzuteilen, dass Pearl weggelaufen ist, begraben sie schließlich die mittlerweile an ihren Verletzungen Verstorbene auf dem Land. Pearl, die von ihrem Vater einstmals an Jeeter gegen ein Brautgeld in Form von Benzin und ein paar Decken verkauft wurde, ist nach Augusta entflohen, um der Ehe mit Lov und dem verzweifelten Landleben zu entkommen.
Jeeter brennt seine vom Unkraut überwachsenen Felder ab, weil er immer noch darauf hofft, jemanden zu finden, der ihm Kredit gibt, damit er mit seiner Feldbestellung beginnen kann. Als Jeeter und Ada schlafen, entzünden Funken des Feuers die Dachschindeln ihres heruntergekommenen Hauses. Beide verbrennen. Der Roman endet damit, dass Dude erstmals von Arbeit spricht. Wie sein Vater träumt er davon, das Land zu bestellen – der schreckliche Kreislauf, in dem Rednecks, die armen Südstaatenfarmer gefangen sind, beginnt mit ihm erneut.

## Entstehungsgeschichte und Einordnung in die US-amerikanische Literaturgeschichte

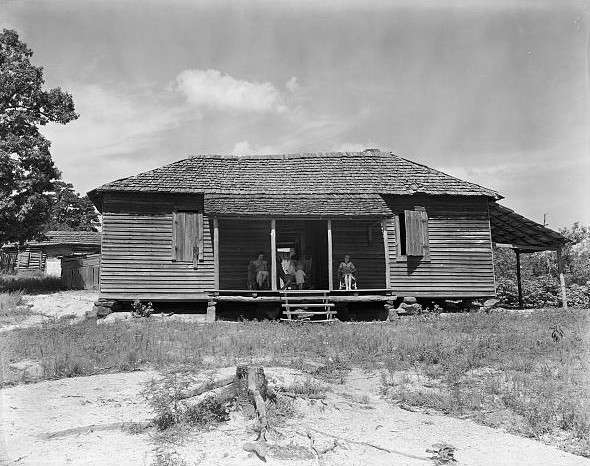
Haus des Sharecroppers Floyd Borroughs, Baumwollfarmer in Hale County, Alabama, 1936. Fotografie von Walker Evans

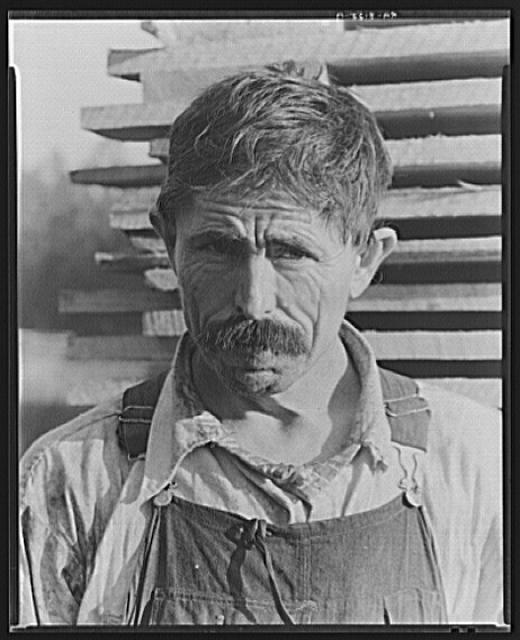
Frank Tengle, Sharecropper, Hale County, Alabama, 1938. Fotografie von Walker Evans

Erskine Caldwell war bereits als junger Mann mit der Armut im US-amerikanischen Bundesstaat Georgia konfrontiert. Sein Vater Ira Sylvester Caldwell war presbyterianischer Pfarrer, der sich für soziale Fragen interessierte und häufig seinen Sohn mitnahm, wenn er die ärmsten Gemeindemitglieder im Umkreis der Stadt Wrens im Landkreis Jefferson County besuchte. Erskine Caldwells Anteilnahme an ihrem armseligen Lebensumständen war ebenso echt wie seine Entrüstung über die Ursachen, die zu ihren verzweifelten Lebensbedingungen führten. Caldwell verstand seine Romane und Kurzgeschichten daher auch als eine Form sozialen Protestes. Gleichzeitig weigerte er sich jedoch, die von ihm erlebte Armut zu romantisieren oder seinen Figuren eine innewohnende Würde zu verleihen.
Die Tabakstraße gehört zu den Romanen, die unter dem Eindruck der 1929 beginnenden Weltwirtschaftskrise und der Great Depression entstanden. Diese Krisen verschärften die sozialen Spannungen innerhalb der US-amerikanischen Gesellschaft. Literarisch gingen die 1930er Jahre als „rote Dekade“ in die amerikanische Literaturgeschichte ein. Größen der klassischen Moderne stellten ihre ästhetischen Experimente hintan und schrieben „proletarische“ Romane, so etwa Dos Passos (U.S.A, 1930–36) und Hemingway (Haben und Nichthaben, 1937). Vorbild in Programm und Darstellung war vielen der sozialistische Realismus der Sowjetunion, doch das amerikanische Pendant zeichnet sich durch einen Hang zur Tragik aus. So scheitern die Protagonisten der Romane John Steinbecks (Von Mäusen und Menschen, 1937; Früchte des Zorns, 1939 oder James T. Farrells Studs Lonigan, 1932–35) an der Härte des Kapitalismus. Viele im Zuge des Federal Writers’ Project entstandenen Publikationen thematisierten die Lebensbedingungen der ärmsten Bevölkerungsschichten. Dieses Regierungsprojekt wurde 1935 ins Leben gerufen, um arbeitslosen Intellektuellen, also unter anderem Schriftstellern, Historikern und Fotografen, einen Broterwerb zu verschaffen. Ihre Arbeit sollte einen Dienst an der Nation darstellen, und so waren viele der Federal Writers damit beschäftigt, das Alltagsleben und die Sozialgeschichte der USA zu dokumentieren. Zu den in diesem Rahmen entstandenen Werken zählt unter anderem Let Us Now Praise Famous Men, einem semidokumentarischen Werk von James Agee, zu dem Walker Evans die Fotografien beisteuerte. Ursprünglich vom Magazine Life damit beauftragt, eine Reportage zu verfassen, verbrachten die beiden Männer sechs Wochen in Alabama und dokumentierten das Leben von drei weißen Familien, die ähnlich wie die Familie Lester als Sharecropper vom Baumwollanbau lebten. Jedes Detail ihres freudlosen, harten Lebens wurde von ihnen mit größter Sorgfalt dokumentiert: Ihre wenigen Möbel, ihre zerlumpten Kleider, ihre dürren Hühner, die billigen Kalender und Zeitungsanzeigen, mit denen ihre Kaminwand dekoriert war. Caldwell dokumentierte im Sommer 1936 und im Frühjahr 1937 mit seiner zweiten Frau, der Fotografin Margaret Bourke-White in ähnlicher Weise die Lebensbedingungen der Landbevölkerung in den Südstaaten. Ihre gemeinsame Arbeit erschien 1937 unter dem Titel You have Seen Their Faces.
Wie die Romane Steinbecks drücken viele der im Rahmen des Federal Writers' Projekt entstandenen Dokumente einen Glauben an die verarmte Landbevölkerung als Hüter der „wahren“ amerikanischen Tugenden aus; die Zeiten mögen hart sein, so die Botschaft, aber dank der Beharrlichkeit, dem Erfindungsreichtum und der Ehrlichkeit des amerikanischen Volkes wird sich alles zum Besseren wenden. Caldwells Roman steht in seiner Darstellung der durch ihre Lebensumstände verrohten Familie Lester außerhalb dieser Tradition. Viele Südstaatler empfanden den Roman als übertrieben, ja sogar pornographisch. Nordstaatler interpretierten den Roman dagegen als Beleg für ein für die Südstaaten typisches Wirtschaftssystem, das gescheitert sei und dringend der Reform bedürfe. Caldwell selber erklärte später, dass er mit dem Roman keine Lebenssituation darstellen wollte, die repräsentativ für die Südstaaten sei.

## Sonstiges
Maxwell Perkins, einer der wichtigsten Lektoren in der Amerikanischen Literaturgeschichte, betreute bei Scribner's Erskine Caldwell als Autor und war wesentlich daran beteiligt, dass der Roman bei diesem Verlag erschien. F. Scott Fitzgerald, der ebenfalls zu den von Perkins betreuten Autoren zählte, hatte Perkins auf Caldwell aufmerksam gemacht.

## Verfilmungen
1941 wurde die von John Ford inszenierte Verfilmung Tabakstraße veröffentlicht.
- Tabakstraße bei IMDb

## Ausgaben
- Tobacco Road. Scribner, New York 1932. (Erstausgabe).
- Die Tabakstraße. Einzige autorisierte Übertragung aus dem Englischen von Gertrud Müller. Scherz, Bern 1948.

## Einzelbelege
1. ↑  American Dreams: Buchbesprechung von Nathaniel Rich, abgerufen am 24. Januar 2014.
2. ↑  Modern Library - 100 best novels, abgerufen am 1. Februar 2014.
3. ↑  1000 Novels everyone must read: the definitive List, abgerufen am 1. Februar 2014.
4. ↑  Kritik zu Tobacco Road und God's little Acre auf Georgia Encyclopedia, abgerufen am 24. Januar 2014.
5. ↑  Zusammenfassung des Films Tobacco Road, abgerufen am 22. Januar 2014.
6. ↑  Georgia Encyclopedia über Caldwells Romane Tobacco Road und God's little Acre, abgerufen am 1. Februar 2014.
7. ↑  Georgia Encyclopedia über Caldwells Romane Tobacco Road und God's little Acre, abgerufen am 1. Februar 2014.
8. ↑  Peter Conn: Literatur in America - An Illustrated History. Cambridge University Press, London 1989, ISBN 0-521-30373-7, S. 405 und S. 406.
9. ↑  Biografie Caldwells auf Georgia Encyclopedia, abgerufen am 1. Februar 2014.
10. ↑  Georgia Encyclopedia über Caldwells Romane Tobacco Road und God's little Acre, abgerufen am 1. Februar 2014.
11. ↑  Biografie Caldwells auf Georgia Encyclopedia, abgerufen am 1. Februar 2014.